# Млечник (род грибов)
Мле́чник (лат. Lactárius) — род пластинчатых грибов семейства Сыроежковые (лат. Russulaceae).

## Этимология
Латинское название рода в переводе означает «молочный», «дающий молоко».
В народе наиболее ценные виды, такие как Lactarius resimus, с древности называли груздями. В настоящее время груздями называют многие виды, в том числе и несъедобные (Lactarius helvus — млечник серо-розовый); в некоторых справочниках такое название принято для большинства видов (кроме рыжиков и волнушек). «Сухими груздями», или подгруздями (подгруздками), называют не млечники, а некоторые виды сыроежек (Russula).
Слово «груздь» происходит от праславянского *gruzdь, которое родственно слову «груда». Предполагаемая внутренняя форма слова при такой этимологии — «растущий на груде, на куче». Согласно другой версии — от прилагательного грузд(ый): «грузд гриб» — «хрупкий, ломкий гриб» (ср. с лит. gruzdùs «хрупкий, ломкий»). Ещё одно объяснение — «грибы, растущие груздно», то есть кучно, большими группами.

## История изучения
Род Lactarius был выделен в 1797 году голландским ботаником-микологом Христианом Генрихом Персоном вначале под именем Lactaria в составе шести видов: L. piperata, L. pallida, L. lateritia, L. torminosa, L. opaca и L. xylophila. В 1799 Персон опубликовал в своей книге Observationes Mycologicae сведения про данные виды, используя в качестве названия рода вариант Lactarius. В 1801 году количество видов в роду составило, по версии Персона, 17, а по версии его современника, британского ботаника Сэмюэла Фредерика Грея — 12. Оба исследователя в качестве основного признака для разделения видов между собой указывали цвет шляпки.
Шведский миколог Элиас Магнус Фрис в публикации 1863 года в качестве признаков, позволяющих выделить внутриродовые группы видов, указывает цвет и вкус млечного сока и цвет пластинок, выделяя таким образом 3 группы: Dapetes, Piperites и Russulares.
В 1889 году немецким микологом Йозефом Шрётером была предложена идея (правда, не получившая дальнейшего развития) о разделении рода Lactarius на два: Lactaria и Lactariella на основании цвета спорового порошка и микроскопических характеристик спор.
Важным этапом в развитии представлений о системе рода была предложенная в 1888 году французским микологом Люсьеном Келе классификация, основанная на характере поверхности шляпки. Келе выделял три секции: Glutinosi, Pruinosi и Velutini, соответственно с клейкой, сухой гладкой и бархатистой/волосистой шляпкой. Данная система позже была развита в трудах других учёных: Ф. Батайля, А. Риккена, П. Конрада и Я. Э. Ланге.
В последующих работах количество внутриродовых таксонов разных уровней увеличивалось — главным образом, за счёт систематизации новых тропических видов. Так, французский миколог Роже Эйм выделял в роде Lactarius 3 подрода: Eulactarius, а также Venolactarius и Lactariopsis, включающие преимущественно тропические виды.
Немецкий миколог Вальтер Нойхофф в 1956 году опубликовал классификацию рода, где для разделения на секции впервые были использованы микроскопические особенности строения пилеипеллиса (кожицы шляпки). Данный признак является одним из основных и сегодня.
Современные представления о структуре рода начали формироваться с появления в 1979 году работы американских микологов Лексемюэла Рэя Хеслера и Александа Хэнчетта Смита «North American species of Lactarius», где для выделения внутриродовых таксонов были использованы как микро- так и макроскопические признаки. Род Lactarius, таким образом, был разделён на 6 подродов, 18 секций и 5 подсекций.
Последними крупными работами, посвящёнными роду Lactarius, на сегодняшний день являются монографии Я. Хайльманн-Клаузена, А. Вербекен, Я. Вестерхольта «Fungi of Northern Europe. vol. 2: The genus Lactarius», М. Т. Бассо «Lactarius Pers.», Р. В. Рэйнера «British Fungus Flora: Agarics and Boleti. vol. 9 Russulaceae: Lactarius» и А. Бессетта, А. Р. Бессет, Д. Б. Харриса «Milk mushrooms of North America».

## Морфология и анатомия

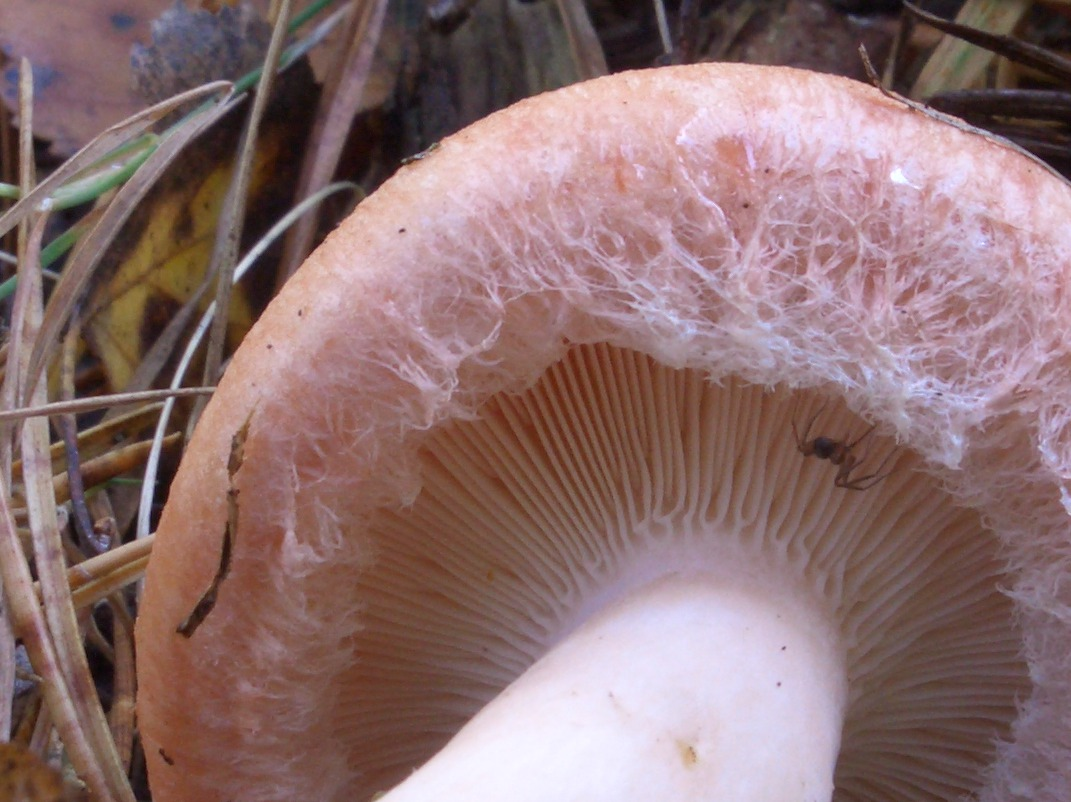
Волосистый край шляпки у L. torminosus

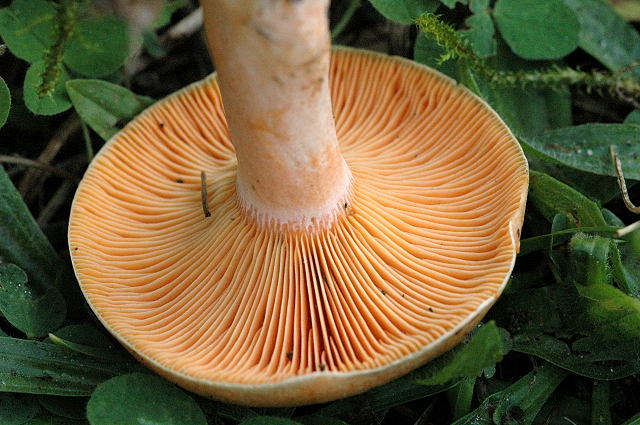
Гладкий край шляпки у L. deterrimus

Плодовые тела состоят из шляпки и, как правило, центральной ножки, общее и частное покрывала отсутствуют. Некоторые виды (L. deliciosus, L. pubescens, L. turpis) формируют коренастые плодовые тела со сравнительно толстой ножкой, которая по высоте может быть приблизительно равна или меньше диаметра шляпки. Также существуют виды, образующие плодовые тела с длинной узкой ножкой и относительно некрупной шляпкой (L. camphoratus, L. lignyotus).
Для большинства млечников характерен гимнокарпный тип развития плодовых тел, когда гимениальный слой с момента формирования является открытым, свидетельством чему является отсутствие частного покрывала. Сами карпофоры недолговечны — живут до 10—15 дней, затем загнивают.
Шляпка в среднем до 8 см в диаметре, однако у старых карпофоров может достигать весьма значительных величин — 30 (L. controversus) или 40 см (L. vellereus).
У молодых экземпляров шляпка краями прилегает к ножке, затем расправляется до плоской, плосковогнутой или воронковидной; нередко может быть вдавленной в центре и с подвёрнутым краем. Иногда в центре может быть более-менее выраженный остро- или тупоконический бугорок (L. helvus, L. mammosus). Край шляпки, как правило, ровный, иногда волнистый; гладкий, опушённый, бахромчатый или отчётливо волосистый.
Окраска шляпки у представителей рода достаточно разнообразна:
- белого — L. piperatus, L. vellereus и др.,
- жёлтого — L. scrobiculatus, L. repraesentaneus и др.,
- оранжевого — L. deliciosus, L. deterrimus и др.,
- коричневого или бурого — L. fuliginosus, L. lignyotus и др.,
- серого — L. mammosus, L. trivialis и др.,
- телесного — L. glyciosmus, L. helvus и др.,
- лилового или розового — L. lilacinus, L. spinosulus и др.,
- синего — L. indigo,
- оливково-чёрного цвета — L. turpis.

У некоторых видов окраска с возрастом может меняться: например, изначально оранжевые плодовые тела L. deterrimus с возрастом интенсивно зеленеют; в целом же, пигменты, обуславливающие окраску у млечников достаточно устойчивы и такого сильного выцветания, как у сыроежек, не наблюдается. У многих видов на шляпке имеются концентрические зоны, отличающиеся по цвету от основного фона; видовые эпитеты L. aquizonatus, L. zonarius, L. zonarioides и некоторых других даны именно в связи с этим признаком.
| Некоторые виды с зонированной шляпкой                                   |
| ----------------------------------------------------------------------- |
| - L. deliciosus - L. vietus - L. zonarius - L. torminosus - L. hysginus |

У некоторых видов, например L. tabidus и L. obscuratus, шляпка является отчётливо гигрофанной, то есть имеющей свойство набухать под действием влаги. Это обусловлено тем, что трама у них представляет собой рыхлое переплетение гиф, в промежутках между которыми и удерживается вода. В зависимости от погоды гигрофанные шляпки могут менять окраску, становясь темнее, когда влажно и светлее, когда сухо.
Структура поверхности шляпки сильно различается в пределах рода, она может быть:
- гладкой — L. trivialis, L. subdulcis и др.,
- бархатистой — L. lignyotus, L. fuliginosus и др.,
- шершавой или чешуйчатой — L. spinosulus, L. mammosus и др.,
- покрытой волосками — L. pubescens, L. repraesentaneus и др.

Особенности макроскопической структуры шляпки обусловлены её микроскопическим строением.
Большинство видов характеризуется слабо нисходящими или прикреплёнными пластинками. Длинные пластинки, доходящие до ножки, перемежаются более короткими пластиночками различной длины. У некоторых видов среди пластинок могут располагаться анастомозы. Также имеются виды с вильчатыми, преимущественно вблизи ножки, пластинками.
Гименофор большинства видов — белого, кремового, бледно-охристого или розоватого цвета, однако бо́льшая часть видов секции Dapetes имеет оранжевые, а L. indigo — голубые пластинки. У видов, имеющих ярко окрашенные споры, пластинки темнеют по мере их созревания. Отмечается пожелтение пластинок с возрастом и у видов, имеющих белые или слабоокрашенные споры, например L. piperatus или L. pubescens.

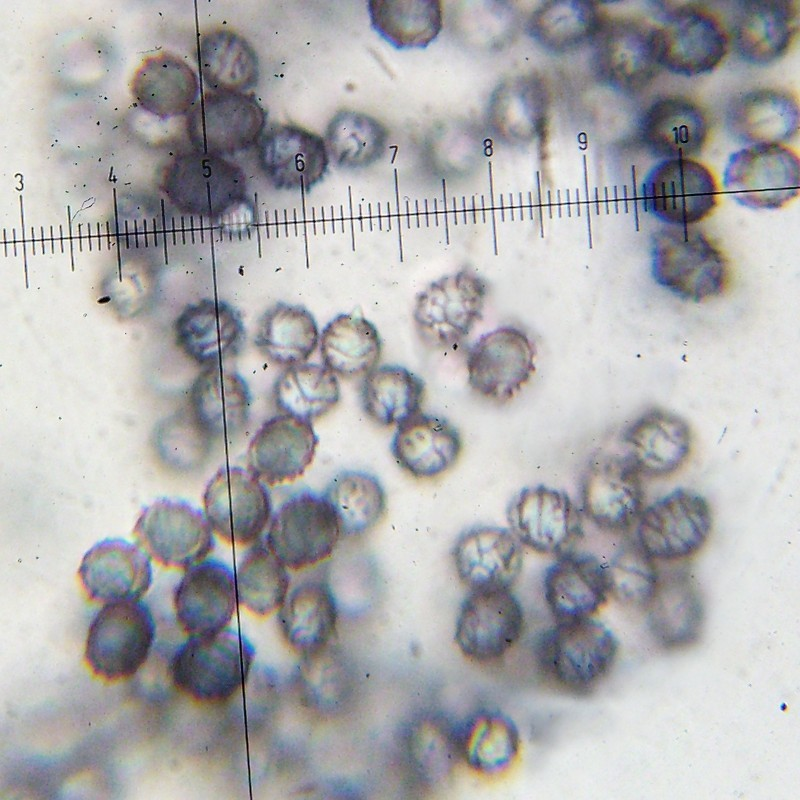
Споры L. glyciosmus под микроскопом (×1000)

У большинства видов млечников споры шаровидной (Q = 1,06…1,15), широкоовальной (Q = 1,16…1,30) или овальной (Q = 1,31…1,60) формы, амилоидные. Наиболее крупные споры — у L. acerrimus (10—14 × 9—11 мкм), размеры спор у других видов в основном лежат в пределах 6—10 х 5—8 мкм. Рельеф на спорах представлен в виде отдельных бородавок и гребней, расположенных хаотично, либо формирующих неполную, полную или зебровидную сеть.
Цвет спорового порошка видоспецифичен, не изменяется с возрастом и при хранении; в пределах рода варьирует от почти белого до жёлтого и оранжевого различной интенсивности.
Базидии булавовидной, цилиндрической, веретеновидной или бутылковидной формы, преимущественно с четырьмя стеригмами. L. acerrimus отличается от прочих млечников исключительно двустеригмовыми базидиями, которые, равно как одно- или трёхстеригмовые, иногда встречаются и у других видов.
Из настоящих цистид у представителей рода наиболее часто встречаются макроцистиды. Они возникают в глубине гимениального слоя, имеют тонкие стенки и веретеновидную (до конической) форму (достаточно редко — цилиндрическую или булавовидную) с заострённой или вытянутой в недлинный придаток верхушкой. У некоторых видов, например L. helvus, макроцистиды септированы. L. volemus, единственный из млечников умеренного пояса, имеет лампроцистиды, отличающиеся от макроцистид толстыми (до 3—4 мкм) стенками и цилиндрической или ланцетовидной формой. Лампроцистиды весьма характерны для тропических видов.
Все виды млечников также характеризуются наличием в составе гимения псевдоцистид, являющихся конечными участками латицифер. От настоящих цистид они отличаются отсутствием базальной перегородки. По форме псевдоцистиды бывают от цилиндрических до неопределённо изогнутых.
Ножка цилиндрическая, суженная или расширенная к основанию, булавовидная или вздутая; у большинства видов — одного цвета со шляпкой, но, как правило, бледнее; непосредственно под шляпкой и в основании чаще белая. Диаметр ножки обычно до 1,5—2 см, высота — до 5—8 см. Поверхность, как правило, сухая и гладкая, однако может быть липкой или слизистой. С возрастом становится губчатой и полой. По отношению к шляпке, как правило центральная, хотя, в зависимости от условий произрастания, может быть более или менее эксцентрической.
Для некоторых видов (L. scrobiculatus, L. repraesentaneus и др.) характерно наличие на ножке углублений — лакун, разнообразных по форме и размеру, развивающихся на месте проступающих капелек жидкости у молодых экземпляров. У L. blennius пятна или углубления аналогичного происхождения встречаются и на шляпке.
| Лакуны на ножках и шляпках                         |
| -------------------------------------------------- |
| - L. scrobiculatus - L. blennius - L. salmonicolor |

Мякоть многих млечников в свежем виде имеет острый, жгучий вкус, что послужило основанием для названия таких видов, как L. acris (млечник острый) или L. piperatus (груздь перечный). В то же время, значительная часть видов имеет пресную или слабоострую, иногда даже сладковатую мякоть (L. glyciosmus, L. lignyotus).
Мякоть, как правило, белая, либо с буроватым, сероватым, палевым или кремовым оттенком; непосредственно под кожицей шляпки и ножки у видов, имеющих окрашенные карпофоры, также окрашена. Вне зависимости от млечного сока мякоть может изменять окраску, например у L. violascens и L. uvidus при повреждениях и с возрастом она становится фиолетовой, у L. deterrimus — зелёной.
Запах у большинства видов слабый и неопределённый, однако может быть типичным «грибным» или вообще отсутствовать. Некоторые виды имеют специфический интенсивный запах камфоры / клопов / кокосов / кумарина (L. camphoratus, L. glyciosmus, L. helvus).

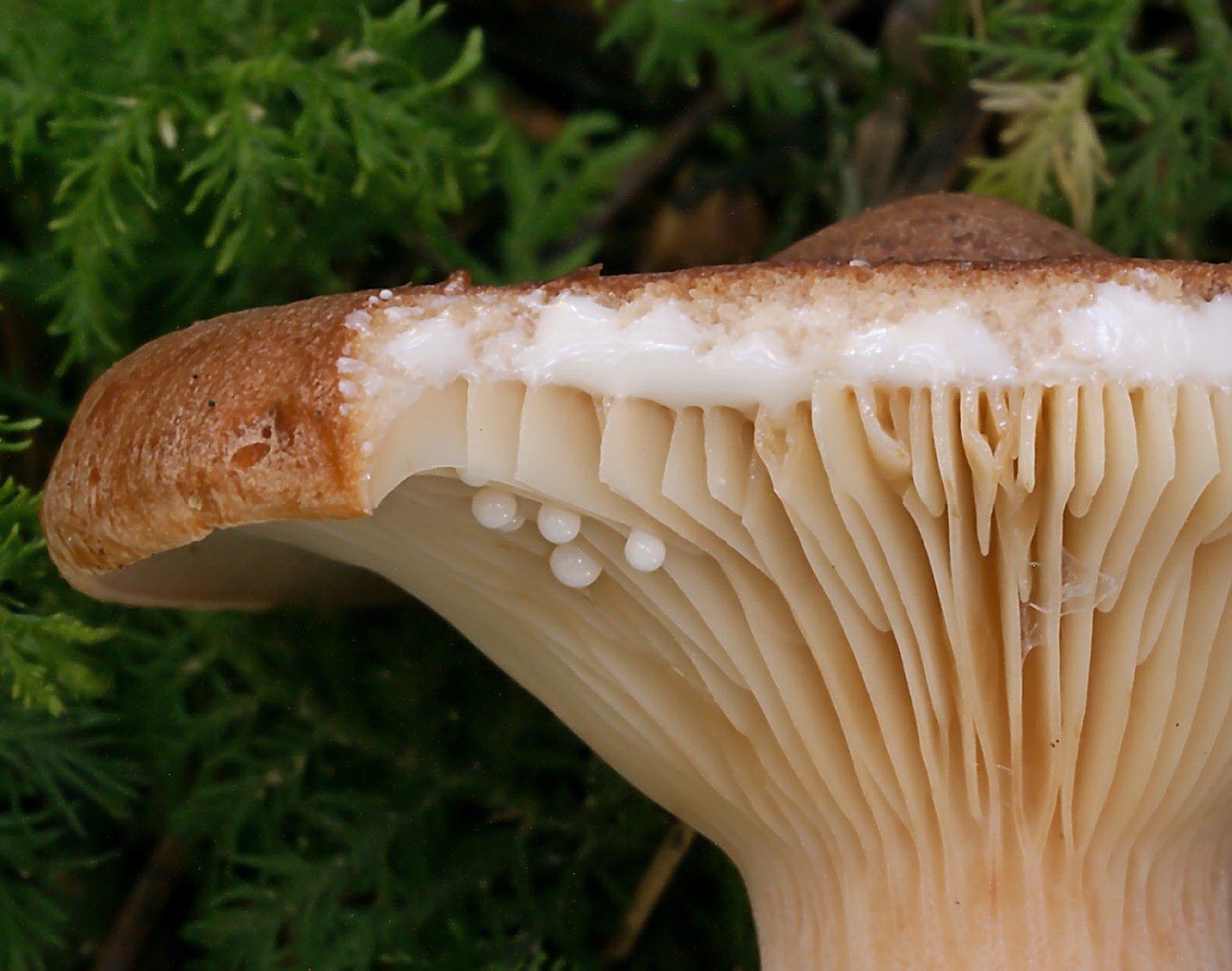
Выделение млечного сока у L. rufus

Млечный сок представляет собой эмульсию с частицами дисперсной фазы порядка 0,5—1 мкм в диаметре, которые могут соединяться в более крупные агрегаты. На воздухе он быстро высыхает, превращаясь в плотные комочки, состоящие из игловидных кристаллов.
В момент вытекания млечный сок прозрачный или имеет белый цвет, лишь у видов секции Dapetes (L. deliciosus, L. deterrimus и др.) он оранжевый или красно-оранжевый. У североамериканского L. indigo он, как и весь гриб в целом, синего цвета.
На воздухе млечный сок некоторых видов изменяет окраску, что служит важным диагностическим признаком. Окраска может меняться на:
- лиловую или фиолетовую — L. flavidus, L. uvidus и др.,
- жёлтую — L. chrysorrheus, L. scrobiculatus и др.,
- серую / серо-зелёную / зелёную — L. deliciosus, L. glaucescens, L. vietus и др.,
- розовую или красную — L. acris, L. lignyotus и др.,
- коричневую — L. volemus.

Скорость изменения окраски может быть различной, например, млечный сок у L. deliciosus зеленеет медленнее, чем у L. deterrimus. У некоторых видов наблюдается последовательная смена окраски: оранжевый млечный сок L. deterrimus и L. semisanguifluus быстро становится красным, а затем медленно зеленеет.
| Изменение цвета млечного сока                                              |
| -------------------------------------------------------------------------- |
| - L. uvidus - L. chrysorrheus - L. glaucescens - L. paradoxus - L. volemus |

Наиболее интенсивно млечный сок выделяется из свежих молодых плодовых тел при повреждении пластинок или приповерхностных слоёв шляпки и ножки, внутренняя же часть плодового тела млечного сока, как правило, не содержит, мало его и в старых или подсохших грибах.

## Экология
Все представители рода являются облигатными эктомикоризными грибами и встречаются в различных типах лесов по всему миру. Существуют как неспецифичные по отношению к растительным симбионтам виды, так и родоспецифичные — образующие микоризу с несколькими близкородственными видами растений. Так, L. quietus вступает в симбиоз только с растениям рода дуб, L. glyciosmus — с берёзами, а L. deterrimus — с елями. Неспецифичные микоризообразователи в разных природных зонах также обнаруживают определённую родоспецифичность. Так, широко распространённый голарктический вид L. rufus в южной Карелии встречается преимущественно в сосняках на сухих песчаных почвах, а на Кольском полуострове — в ельниках-зеленомошниках. На юге Западной Сибири этот же вид не обнаруживает особой родоспецифичности и встречается примерно с одинаковой частотой в различных типах лесов.

## Значение в жизни человека
Согласно М. В. Вишневскому, все виды рода млечник съедобны.
В Европе подавляющее число видов рода Lactarius считается несъедобными, или же вовсе ядовитыми. В России же многие виды считаются съедобными, как правило, в солёном или маринованном виде. Хотя большинство грибов вида (кроме рыжиков) имеют едкий сок, его можно удалить вымачиванием со сменой воды.
Некоторые млечники применяют в медицине. Из рыжика настоящего (Lactarius deliciosus) и близкого к нему рыжика красного (Lactarius sanguifluus) с красным млечным соком выделен антибиотик лактариовиолин, подавляющий развитие многих бактерий, в том числе возбудителя туберкулёза. Груздь перечный (Lactarius piperatus) применяется при лечении почечнокаменной и жёлчнокаменной болезней, бленнорее, остром гнойном конъюнктивите. Горькушка (Lactarius rufus) содержит антибиотическое вещество, отрицательно воздействующее на ряд бактерий, а также тормозящее рост культур золотистого стафилококка .
Под названием «грузди маринованные» часто продаются маринованные грибы шиитаке, выращенные, как правило, в Китае, также съедобные.

### В филателии
По состоянию на 2015 год в мире было выпущено, по крайней мере, 114 различных почтовых марок с изображениями млечников.

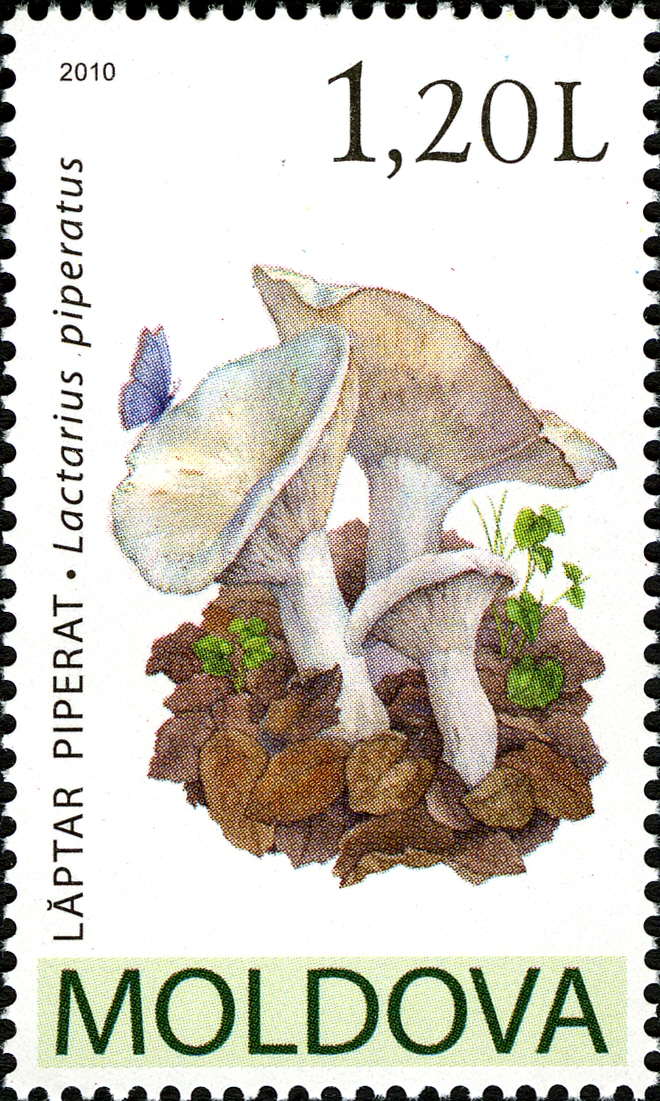
Lactarius piperatus на почтовой марке Молдавии

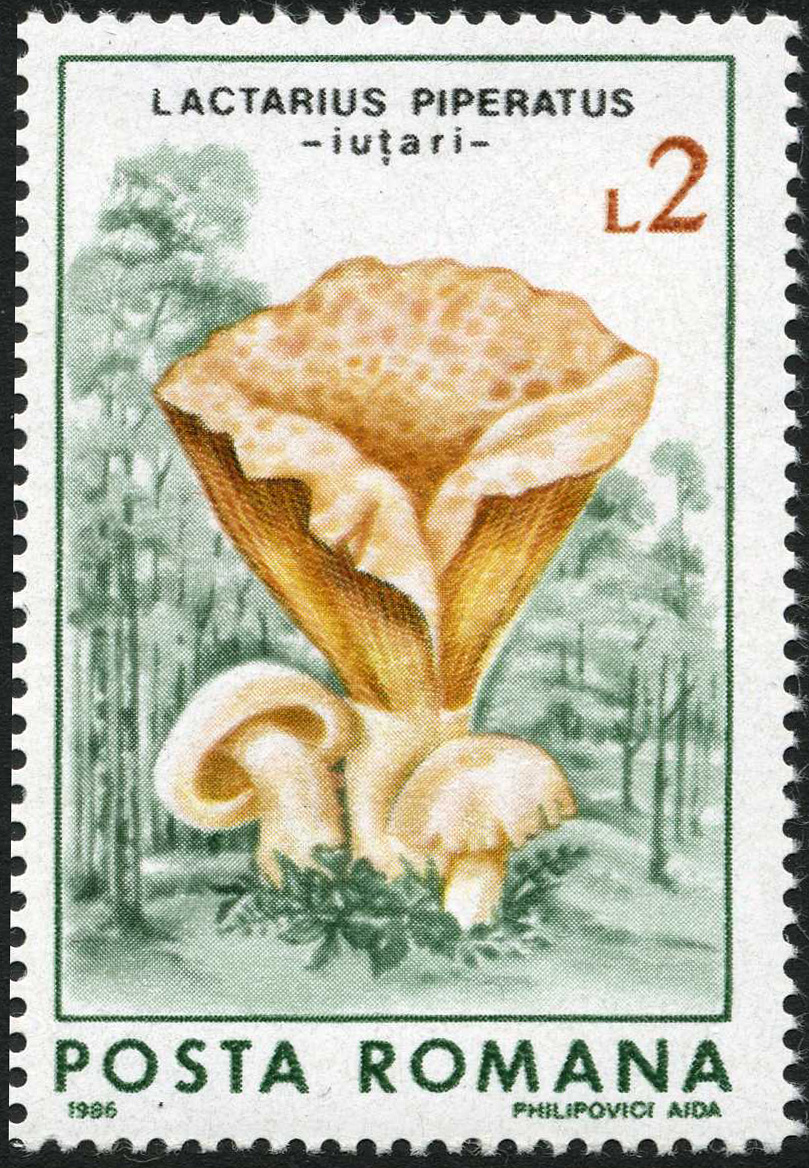
Lactarius piperatus на почтовой марке Румынии

- Lactarius blennius — Гвинея (Mi #2523)
- Lactarius camphoratus — Гайана (Mi #3683), Мавритания (Mi #1059), Нигер (Mi #1734)
- Lactarius chrysorrheus — Гвинея-Бисау (Mi #3863)
- Lactarius claricolor — Мадагаскар (Mi #1632)
- Lactarius deceptivus — Мали (Mi #1484)
- Lactarius deliciosus — Алжир (Mi #1013), Ангола (Mi #1421), Болгария (Mi #1267) (Mi #1275), Ботсвана (Mi #318), Гвинея (Mi #762) (Mi #4255) (Mi #4681) (Mi #4741), Гвинея-Бисау (Mi #849), Гондурас (Mi #1845), Испания (Mi #3143), Кипр (Mi #924), Лесото (Mi #1317), Либерия (Mi #4025), Мали (Mi #1480), Мозамбик (Mi #1058), Никарагуа (Mi #3003), Польша (Mi #1096), Румыния (Mi #1724) (Mi #6263), Сан-Томе и Принсипи (Mi #1631), Сент-Винсент и Гренадины (Mi #5204), Сомали (Mi #503), СССР (Mi #2987), Сьерра-Леоне (Mi #1078) (Mi #3723) (Mi #5215), Того (Mi #2355) (Mi #2818), Турция (Mi #3034), Уганда (Mi #2930), Хорватия (Mi #255), ЦАР (Mi #2876)
- Lactarius deterrimus — Афганистан (Mi #1845), Норвегия (Mi #991), Финляндия (Mi #830)
- Lactarius dryadophilus — Гренландия (Mi #465) (Mi #468)
- Lactarius fulvissimus — Гвинея (Mi #2548) (Mi #2556)
- Lactarius gymnocarpus — Кот-д’Ивуар (Mi #1194)
- Lactarius helvus — Гвинея-Бисау (Mi #4302), Либерия (Mi #5240)
- Lactarius hepaticus — Гвинея (Mi #5217)
- Lactarius hygrophoroides — Бутан (Mi #2077), Гренадины (Гренада) (Mi #1447), КНДР (Mi #3001)
- Lactarius indigo — Гайана (Mi #6932), Гвинея (Mi #1613), Либерия (Mi #4026), Мали (Mi #1485), Сальвадор (Mi #2258), Сьерра-Леоне (Mi #2573) (Mi #2579)
- Lactarius lignyotus — Мали (Mi #1487), Монако (Mi #1864), Швейцария (Mi #2339)
- Lactarius luculentus — Мали (Mi #1481)
- Lactarius pandani — Мадагаскар (Mi #1314) (Mi #1541)
- Lactarius peckii — Мали (Mi #1486), Сент-Винсент и Гренадины (Mi #5210)
- Lactarius phlebonemus — ДРК (Mi #602) (Mi #1072)
- Lactarius piperatus — Молдавия (Mi #694), Румыния (Mi #4290)
- Lactarius porninsis — Гвинея (Mi #2529)
- Lactarius pseudomucidus — Мали (Mi #1482)
- Lactarius putidus — Гренадины (Гренада) (Mi #774)
- Lactarius resimus — Монголия (Mi #1138)
- Lactarius rufus — Невис (Mi #1146), Сент-Винсент и Гренадины (Mi #5211)
- Lactarius romagnesii — Бутан (Mi #2078)
- Lactarius salmonicolor — Танзания (Mi #3793)
- Lactarius sanguifluus — Андорра (исп.) (Mi #167), Гвинея (Mi #2525), Испания (Mi #3104)
- Lactarius semisanguifluus — ЦАР (Mi #4377)
- Lactarius scrobiculatus — Замбия (Mi #846), Камбоджа (Mi #2064), Мали (Mi #1483), Монголия (Mi #350)
- Lactarius torminosus — Белоруссия (Mi #973), Бутан (Mi #1152), Гвинея-Бисау (Mi #3861), Коморы (Mi #1485), Монголия (Mi #346), Сан-Томе и Принсипи (Mi #3005), Финляндия (Mi #864)
- Lactarius trivialis — Монтсеррат (Mi #1205), Гренадины (Гренада) (Mi #2619)
- Lactarius turpis — Антигуа и Барбуда (Mi #3427), Невис (Mi #1142), Сан-Томе и Принсипи (Mi #3006)
- Lactarius uvidus — Гренада (Mi #3587)
- Lactarius vellereus — Нигер (Mi #1501)
- Lactarius volemus — Гвинея-Бисау (Mi #5651), Гренада (Mi #3595), Доминика (Mi #1403), КНДР (Mi #4221), Сан-Томе и Принсипи (Mi #1638) (Mi #2009)

## Виды
Известно около 120 видов, распространённых по всему земному шару. На территории стран бывшего СССР встречается около 90 видов.
| | Lactarius acerrimus                                       | Млечник острейший |                        |  |                          |
| | Lactarius acris                                           | Млечник острый |                        |  |                          |
| | Lactarius albocarneus                                     | |                        |  |                          |
| | Lactarius alnicola                                        | Млечник ольховый |                        |  |                          |
| | Lactarius alpinus                                         | Млечник альпийский |                        |  |                          |
| | Lactarius aquizonatus                                     | Груздь водянисто-зоновый |                        |  |                          |
| | Lactarius aspideus                                        | Млечник щитовидный |                        |  |                          |
| | Lactarius aurantiacoochraceus                             | Млечник оранжево-охристый |                        |  |                          |
| | Lactarius aurantiacus                                     | Млечник оранжевый |                        |  |                          |
| | Lactarius azonites                                        | Млечник беззоновый, млечник беззонный |                        |  |                          |
| | Lactarius badiosanguineus                                 | Груздь оранжевый |                        |  |                          |
| | Lactarius bertillonii                                     | Млечник Бертиллона |                        |  |                          |
| | Lactarius blennius (Lactarius viridis)                    | Млечник липкий, млечник слизистый, млечник серо-зелёный, груздь серо-зелёный                                                                        |                        |  |                          |
| | Lactarius brunneoviolaceus                                | |                        |  |                          |
| | Lactarius camphoratus                                     | Млечник камфо(а)рный, груздь камфо(а)рный |                        |  |                          |
| | Lactarius chrysorrheus                                    | Груздь золотисто-жёлтый, груздь золотисто-млечный                                                                                                   |                        |  |                          |
| | Lactarius circellatus                                     | Молочай грабовый, млечник зонистый |                        |  |                          |
| | Lactarius citriolens                                      | Груздь бахромистый |                        |  |                          |
| | Lactarius controversus                                    | Груздь осиновый, груздь тополёвый, белянка |                        |  |                          |
| | Lactarius cremor                                          | Млечник слизистый |                        |  |                          |
| | Lactarius cyathuliformis                                  | Млечник ковшевидный |                        |  |                          |
| | Lactarius decipiens                                       | Млечник обманчивый |                        |  |                          |
| | Lactarius deliciosus                                      | Рыжик, рыжик сосновый, рыжик настоящий, рыжик обыкновенный, рыжик деликатесный, рыжик боровой, рыжик благородный, рыжик осенний                     |                        |  |                          |
| | Lactarius deterrimus                                      | Рыжик еловый, еловик |                        |  |                          |
| | Lactarius dryadophilus                                    | Груздь лиловеющий дриадолюбивый |                        |  |                          |
| | Lactarius duplicatus                                      | Млечник удвоенный |                        |  |                          |
| | Lactarius evosmus                                         | |                        |  |                          |
| | Lactarius fennoscandicus                                  | Млечник скандинавский |                        |  |                          |
| | Lactarius flavidus                                        | Млечник желтоватый, млечник блёклый |                        |  |                          |
| | Lactarius flexuosus                                       | Серушка, дуплянка серая, груздь серо-лиловатый, млечник серый, млечник извилистый, серянка, подорешница, подорожница                                |                        |  |                          |
| | Lactarius fluens                                          | Млечник дряблый, млечник текучий, млечник ломкий, млечник хрупкий                                                                                   |                        |  |                          |
| | Lactarius fragilis                                        | Млечник ломкий, млечник хрупкий |                        |  |                          |
| | Lactarius fuliginosus                                     | Млечник буроватый, млечник тёмно-бурый |                        |  |                          |
| | Lactarius fulvissimus                                     | |                        |  |                          |
| | Lactarius glaucescens                                     | Груздь сизоватый |                        |  |                          |
| | Lactarius glyciosmus                                      | Млечник ароматный, груздь ароматный, млечник душистый, млечник кокосовый, млечник пахучий, солодчак                                                 |                        |  |                          |
| | Lactarius grandisporus                                    | Млечник крупноспоровый |                        |  |                          |
| | Lactarius griseus                                         | Млечник серый |                        |  |                          |
| | Lactarius helvus                                          | Млечник серо-розовый, груздь серо-розовый, груздь несъедобный, млечник чалый                                                                        |                        |  |                          |
| | Lactarius hepaticus                                       | Млечник печёночный |                        |  |                          |
| | Lactarius hygrophoroides                                  | Млечник гигрофоровидный, млечник гигрофоровый, млечник гигрофороподобный                                                                            |                        |  |                          |
| | Lactarius hysginus                                        | Млечник мясо-красный, гладыш |                        |  |                          |
| | Lactarius ichoratus                                       | Млечник оранжево-жёлтый |                        |  |                          |
| | Lactarius illyricus                                       | Млечник Иллирийский |                        |  |                          |
| | Lactarius indigo                                          | Млечник голубой, млечник индигоцветный, млечник канадский                                                                                           |                        |  |                          |
| | Lactarius insulsus                                        | Груздь дубовый, рыжик дубовый |                        |  |                          |
| | Lactarius japonicus                                       | Рыжик японский |                        |  |                          |
| | Lactarius lacunarum                                       | Млечник ячеистый |                        |  |                          |
| | Lactarius lanceolatus                                     | Млечник копьевидный |                        |  |                          |
| | Lactarius leonis                                          | Млечник львиный |                        |  |                          |
| | Lactarius lepidotus                                       | |                        |  |                          |
| | Lactarius lignyotus                                       | Млечник бурый, млечник древесинный, груздь мавроголовый                                                                                             |                        |  |                          |
| | Lactarius lilacinus                                       | Млечник сиреневый |                        |  |                          |
| | Lactarius luridus                                         | Млечник бледно-жёлтый |                        |  |                          |
| | Lactarius luteolus                                        | Млечник желтоватый |                        |  |                          |
| | Lactarius mammosus                                        | Груздь крупный, груздь сосочковый, млечник сосочковый, млечник крупный                                                                              |                        |  |                          |
| | Lactarius mitissimus                                      | Млечник неедкий, млечник оранжевый |                        |  |                          |
| | Lactarius musteus                                         | Млечник белый |                        |  |                          |
| | Lactarius nanus                                           | Млечник карликовый |                        |  |                          |
| | Lactarius necator (Lactarius turpis) (Lactarius plumbeus) | Груздь чёрный, груздь оливково-чёрный, чернушка, черныш, дуплянка чёрная, цыган, груздь чёрный еловый, груздь оливково-коричневый                   |                        |  |                          |
| | Lactarius obscuratus                                      | Млечник тёмный, млечник неясный, млечник скрытый, млечник ольховый                                                                                  |                        |  |                          |
| | Lactarius olivinus                                        | Млечник оливковый |                        |  |                          |
| | Lactarius omphaliiformis                                  | |                        |  |                          |
| | Lactarius pallidus                                        | Млечник бледный, млечник бледно-жёлтый |                        |  |                          |
| | Lactarius pergamenus                                      | Груздь пергаментный |                        |  |                          |
| | Lactarius picinus                                         | Млечник смолисто-чёрный |                        |  |                          |
| | Lactarius piperatus                                       | Груздь перечный |                        |  |                          |
| | Lactarius porninsis                                       | Млечник оранжевый |                        |  |                          |
| | Lactarius pseudouvidus                                    | Млечник ложномокрый |                        |  |                          |
| | Lactarius pterosporus                                     | |                        |  |                          |
| | Lactarius pubescens                                       | Белянка, волнушка белая, белянка пушистая, груздь пушистый                                                                                          |                        |  |                          |
| | Lactarius pyrogalus                                       | Млечник жгуче-млечный, млечник садовый, млечник жгучий                                                                                              |                        |  |                          |
| | Lactarius quieticolor                                     | |                        |  |                          |
| | Lactarius quietus                                         | Млечник нейтральный, груздь дубовый, млечник дубовый, млечник спокойный                                                                             |                        |  |                          |
| | Lactarius repraesentaneus                                 | Груздь синеющий, груздь жёлтый синеющий, груздь золотисто-жёлтый лиловеющий, груздь собачий, груздь лиловеющий, груздь фиолетовый                   |                        |  |                          |
| | Lactarius resimus                                         | Груздь настоящий, груздь белый, груздь сырой, белянка, груздь правский                                                                              |                        |  |                          |
| | Lactarius rubidus                                         | Млечник красный, млечник тёмно-красный, млечник бордовый                                                                                            |                        |  |                          |
| | Lactarius rubrilacteus                                    | |                        |  |                          |
| | Lactarius rubrocinctus                                    | Млечник краснопоясковый |                        |  |                          |
| | Lactarius rufulus                                         | Млечник красноватый |                        |  |                          |
| | Lactarius rufus                                           | Горькушка, груздь горький, млечник рыжий |                        |  |                          |
| | Lactarius ruginosus                                       | Млечник морщинистый |                        |  |                          |
| | Lactarius sakamotoi                                       | Млечник Сакамото |                        |  |                          |
| | Lactarius salmonicolor (Lactarius salmoneus)              | Рыжик лососёвый, рыжик альпийский |                        |  |                          |
| | Lactarius sanguifluus                                     | Рыжик красный |                        |  |                          |
| | Lactarius scoticus                                        | Млечник шотландский |                        |  |                          |
| | Lactarius scrobiculatus                                   | Груздь жёлтый, подгруздь жёлтый, подскрёбыш, волнуха жёлтая                                                                                         |                        |  |                          |
| | Lactarius semisanguifluus                                 | Рыжик красный сосновый |                        |  |                          |
| | Lactarius serifluus                                       | Млечник водянисто-млечный, млечник шелковистый |                        |  |                          |
| | Lactarius sphagneti                                       | Груздь болотный |                        |  |                          |
| | Lactarius spinosulus                                      | Млечник шиповатый |                        |  |                          |
| | Lactarius subdulcis                                       | Краснушка, млечник сладковатый, попута, груздь сладкий                                                                                              |                        |  |                          |
| | Lactarius subplinthogalus                                 | Млечник морщинистошляпковый |                        |  |                          |
| | Lactarius tabidus (Lactarius theiogalus)                  | Млечник чахлый, груздь нежный |                        |  |                          |
| | Lactarius thejogalus                                      | Млечник серно-млечный |                        |  |                          |
| | Lactarius torminosus                                      | Волнушка розовая, волнянка, волжанка, волвенка, волвяница, волминка, волнуха, краснуха, красуля, отваруха                                           |                        |  |                          |
| | Lactarius trivialis                                       | Млечник обыкновенный, гладыш, дуплянка, груздь синий, груздь сизый, ольшанка, дуплянка жёлтая, гладуха, гладушка, молочай, подольховик, подольшанка |                        |  |                          |
| | Lactarius umbrinus                                        | Млечник теневой, млечник умбровый |                        |  |                          |
| | Lactarius utilis                                          | Млечник полезный |                        |  |                          |
| | Lactarius uvidus                                          | Млечник мокрый, млечник влажный, млечник лиловеющий, груздь серый лиловый, груздь серый лиловеющий, млечник серый лиловеющий                        |                        |  |                          |
| | Lactarius vellereus (Lactarius listeri)                   | Скрипица, груздь войлочный, скрипун, скрипуха, молочай, подскрёбыш молочный, подсухарь                                                              |                        |  |                          |
| | Lactarius vietus                                          | Млечник блёклый, млечник вялый, волнушка болотная                                                                                                   |                        |  |                          |
| | Lactarius vinaceorufescens                                | Млечник виннопятнистый |                        |  |                          |
| | Lactarius violascens                                      | Млечник лиловеющий, млечник лиловатый |                        |  |                          |
| | Lactarius volemus (Lactarius lactifluus)                  | Груздь красно-коричневый, молочай, подмолочник, подорешник, гладыш, гладых, краснушка, поддубёнок                                                   |                        |  |                          |
| | Lactarius zonarius                                        | Млечник зонистый, млечник зональный, груздь дубовый, дуплянка серая, серуха, серая горькуха                                                         |                        |  |                          |
| \| \| отличный съедобный гриб \| \| хороший съедобный гриб \| \| условно-съедобный гриб \| \| \| несъедобный нетоксичный гриб \| \| токсичный гриб \| \| смертельно ядовитый гриб \| |                                                           | |                        |  |                          |
| | отличный съедобный гриб                                   | | хороший съедобный гриб |  | условно-съедобный гриб   |
| | несъедобный нетоксичный гриб                              | | токсичный гриб         |  | смертельно ядовитый гриб |